# Victor Anger
Victor Leroy Anger (nacido el 05 de junio de 1962 (62 años) en California, Estados Unidos) es un exjugador de baloncesto estadounidense. Con 2.02 de estatura, jugaba en la posición de pívot. 

## Biografía
Juega para los Waves de la Universidad de Pepperdine durante cuatro años. Profesionalmente su carrera transcurriría en Europa, un breve paso por Bélgica y el resto en España, donde jugaría hasta en nueve equipos distintos.